# ITV3
Pour les articles homonymes, voir ITV.
ITV3 est une chaîne de télévision britannique appartenant à ITV Digital Channels Ltd, une division du groupe audiovisuel ITV plc.

## Historique
ITV3 a été lancé sur le terrestre ( Freeview ), le câble ( Virgin Media ) et le satellite numérique ( Sky ) le 1er novembre 2004 à 21h00, avec la première UKTV de Ian Rankin 's Rebus . Il est également disponible sur TalkTalk TV IPTV et Freesat. ITV3 est né lorsque ITV a pris le contrôle total de Granada Sky Broadcasting et a cessé de diffuser la chaîne Granada Plus, permettant ainsi à ITV3 de prendre le numéro de chaîne et la bande passante, ce qui signifie que toutes les plates-formes pourraient recevoir la chaîne dès le lancement. ITV3 était également la seule chaîne de la marque ITV à ne pas diffuser simultanément le petit-déjeuner CITV, jusqu'à ce qu'ITV lance deux chaînes en 2014, ITVBe et ITV Encore.
La chaîne était disponible depuis son lancement sur UPC Ireland, mais a été retirée le 22 mars 2006. On pense que cela a été à la demande d' ITV plc , qui avait auparavant interdit aux journaux irlandais de publier des détails sur les chaînes ITV et les régions autres que UTV et Men & Motors. La chaîne était déjà (et reste) disponible pour les téléspectateurs irlandais sur le satellite gratuit depuis un certain temps, mais elle n'a pas été répertoriée dans le guide électronique des programmes Sky depuis sa suppression le 25 janvier 2006. ITV3 est revenu à UPC Ireland en la république d'Irlande le 4 janvier 2010.
Alors que Freeview annonçait des plans de réaccord le 30 septembre 2009, ITV3 est passé à un multiplex alternatif. Les téléspectateurs dans les zones qui ont terminé le basculement qui reçoivent leur signal d'un émetteur relais local ne transportant pas les multiplex commerciaux ne pouvaient plus recevoir ITV3. Il a été déplacé le 28 mars 2018.
Le 1er avril 2011, ITV3 a été retiré d'UPC Ireland avec ITV2 et ITV4 en raison de l'expiration d'un accord de transport entre UPC et ITV. UPC Ireland affirme qu'ITV n'est pas en mesure de renégocier l'accord car ITV avait conclu un accord avec un autre fournisseur de chaînes pour lui fournir les droits exclusifs de diffusion de certains contenus des chaînes. A l'inverse, UPC Ireland affirme également avoir été en discussion jusqu'au dernier moment pour continuer à diffuser les chaînes. ITV2, ITV3 et ITV4 ont été rétablis dans la gamme UPC Ireland le 20 décembre 2011. TV3 et sa chaîne sœur 3e détiennent déjà un accord de distribution pour diffuser certains contenus ITV en république d'Irlande, sinon UTV est disponible dans la République. ITV2 est disponible avec ITV3 et ITV4 en Suisse, les trois chaînes sont disponibles sur SwisscomTV et UPC Cablecom. ITV3 est enregistrée pour diffuser dans l'Union européenne/EEE via ALIA au Luxembourg.
Il a été annoncé par ITV le 20 septembre 2017 que des rediffusions d'épisodes classiques de Coronation Street seront diffusées deux fois en semaine. La rediffusion a commencé le 2 octobre 2017 avec les épisodes initialement diffusés les 15 et 20 janvier 1986. Les épisodes sont diffusés à partir de 14h40 les après-midi en semaine et sont répétés à 6h00 le lendemain (sauf les épisodes du vendredi, qui sont répétés le lundi suivant). Pour marquer le 60e anniversaire de Coronation Street entre le 7 et le 11 décembre 2020 de 22h00 à 23h05, ITV3 a rediffusé des épisodes spéciaux du feuilleton, notamment: Épisode 1 (Coronation Street), l'épisode du dixième anniversaire de décembre 1970, deux épisodes du vingtième anniversaire en décembre 1980, deux épisodes du trentième anniversaire en décembre 1990, le Coronation Street Live (épisode 2000) du quarantième anniversaire en décembre 2000 et l'épisode du cinquantième anniversaire Coronation Street Live (épisode 2010) qui a été re -transmis après une reprise de The Road to Coronation Street.
Il a été annoncé par ITV le 5 janvier 2019 que les rediffusions d'épisodes classiques d' Emmerdale seront diffusées deux fois en semaine. Deux épisodes classiques ont été retransmis du lundi au vendredi de 13h45 à 14h40 à partir du 21 janvier 2019. Ils sont rediffusions à 7h00 le lendemain (sauf les épisodes du vendredi qui sont rediffusions le lundi suivant) Les rediffusions a commencé avec l'épisode 1403 (diffusé à l'origine le 14 novembre 1989), date à laquelle le titre est passé d'Emmerdale Farm à Emmerdale.

## Crime Thriller Awards
Les ITV3 Crime Thriller Awards ont eu lieu pour la première fois le 3 octobre 2008 et ont été diffusés sur ITV3 trois jours plus tard. La contrôleure d'ITV3, Emma Tennant, a conçu les prix pour "consolider la réputation d'ITV3 en tant que maison de la grande narration et, en particulier, des grands thrillers". En 2009, les prix ont été fusionnés avec les Crime Writers 'Association Daggers.

## Chaînes subsidiaires

### ITV3 +1
ITV a lancé une chaîne timeshift d'une heure sur ITV3 le lundi 30 octobre 2006, elle s'est vu attribuer le numéro de chaîne 213 sur Sky. Ceci est maintenant utilisé par Channel W. ITV2 +1 a été lancé le même jour.
Cette chaîne n'est souvent pas en mesure de diffuser certains programmes "pour des raisons légales", mais le programme en question peut toujours être répertorié sur l'EPG. La chaîne a été lancée sur Freeview le 15 octobre 2013 en utilisant les temps d'arrêt de la chaîne d'achat The Store appartenant à ITV. Initialement sur Freeview, ITV3 +1 diffusait de 01h00 à 06h00 - ces heures ont été prolongées et avancées en février 2014, désormais diffusées de 18h00 à 00h00 dans le créneau EPG supérieur de la chaîne 34. Le 25 août 2015, ITV3 +1 a prolongé ses heures sur Freeview de 18h00 à 06h00, puis en mars 2016, il est revenu à la fermeture à minuit. En raison du lancement de la nouvelle chaîne Merit, ITV3 +1 est passé au canal 58 sur Freeview en échangeant avec ITVBe +1 qui est passé au canal 97.

### ITV3 HD
Une diffusion simultanée haute définition d'ITV3, ITV3 HD, a été lancée le 15 novembre 2010 sur Sky. La chaîne était initialement disponible via le service d'abonnement payant de Sky dans le cadre d'un accord non exclusif, avant d'être ajoutée au service de Virgin Media le 14 mars 2013. ITV3 HD propose la majeure partie du catalogue ITV3 de dramatiques récentes en haute définition, y compris Inspecteur Lewis et Miss Marple. et des séries factuelles telles que Joanna Lumley's Nile et Martin Clunes' Islands of Britain.

## l'image de marque

### Changement de marque 2013
Conformément au changement de marque d'ITV, ITV3 a reçu un nouveau look le 14 janvier 2013. La chaîne a été décrite comme le "gardien du drame précieux et intemporel d'ITV", avec un nouveau logo "bleu nuit" et des identifiants qui présentent des histoires racontées dans animation de style marionnette d'ombre à l'intérieur de cloches en verre.

### Identité visuelle (logo)

Logo de ITV3 de 2004 à 2006
Logo de ITV3 de 2005 à 2013
Logo de ITV3 depuis 2022

## Audience et programmation
La chaîne s'adresse principalement au public de plus de 35 ans et une grande partie de sa production consiste en des rediffusions d'anciennes séries dramatiques d'ITV, de feuilletons et de sitcoms. La société espère l'utiliser, et investir davantage dans sa chaîne ITV2, pour tripler les revenus non terrestres d'ici cinq ans, ce qui a conduit le réseau à acheter les droits exclusifs de télévision terrestre sur un certain nombre de séries américaines plus récentes et, dans certains cas, populaires. séries, telles que NUMB3RS et plus récemment Law & Order: Trial by Jury.
Pendant la Coupe du monde de rugby 2007, ITV3 a diffusé certains des matchs tandis qu'ITV1 (maintenant ITV) et ITV4 diffusaient des matchs de football européens en direct qui se jouaient en même temps et à l'époque où ITV4 était un service uniquement le soir, ITV3 diffusait en direct couverture du week-end du Tour de France, et plus récemment, de l'ITV Racing.

## Programmes
- Docteur Quinn, femme médecin
- Maîtres et Valets
- Taggart
- Mr. Bean

## Programmes les plus regardés
Voici une liste des dix émissions les plus regardées sur ITV3 depuis son lancement, basée sur les données Live +7 fournies par BARB.
| Rang | Programme          | Nombre de téléspectateurs | Date            |
| ---- | ------------------ | ------------------------- | --------------- |
| 1    | Foyle's War        | 1,710,000                 | 23 mars 2013    |
| 2    | Inspecteur Lewis   | 1,504,000                 | 14 juillet 2012 |
| 3    | Inspecteur Lewis   | 1,486,000                 | 16 juillet 2012 |
| 4    | Foyle's War        | 1,473,000                 | 14 janvier 2012 |
| 5    | Foyle's War        | 1,467,000                 | 21 janvier 2012 |
| 6    | Inspecteur Lewis   | 1,429,000                 | 1 juillet 2012  |
| 7    | Inspecteur Barnaby | 1,425,000                 | 4 juillet 2014  |
| 8    | Inspecteur Barnaby | 1,414,000                 | 8 janvier 2011  |
| 9    | Foyle's War        | 1,405,000                 | 4 février 2012  |
| 10   | Foyle's War        | 1,346,000                 | 13 février 2011 |